# Burg Schönberg (Lauf an der Pegnitz)
Die Burg Schönberg ist eine abgegangene Burganlage in Schönberg in der Stadt Lauf an der Pegnitz im Landkreis Nürnberger Land. Die Burg und das ehemals markgräfliche Amtsschloss wurden 1899 abgebrochen.

## Geschichte
Die Anfänge Schönbergs reichen bis in das 11. Jahrhundert zurück. Die erste urkundliche Erwähnung von Schönberg geht auf das Jahr 1052 zurück. Zu diesem Zeitpunkt übergab Kaiser Heinrich III. den Ort seinem Ministerialen Berthold. In einer Urkunde König Rudolfs von 1274 wird beschrieben, dass sich das „castrum Schönnenberch“ im Besitz des staufischen Königshauses befand und von König Konrad IV. seiner Gemahlin Elisabeth, der Schwester Herzog Ludwigs des Strengen von Bayern, anlässlich der Hochzeit (1246) übertragen wurde. Ihr Sohn Konradin erbte die Burg und vermachte sie vor seinem unglücklichen Italienzug seinem Onkel, dem Bayernherzog Ludwig. 1357 wird Schönberg dann als (offenbar schon länger andauernder) Besitz der Nürnberger Burggrafen genannt. Mehrere Jahrhunderte lang war Schönberg dann eine Exklave ihrer Nachfolger, der Markgrafen von Brandenburg-Ansbach in Nürnberger Gebiet. Die zwischenzeitlich mehrfach zerstörte und wieder aufgebaute Burg war nicht nur Verwaltungssitz, sondern diente den Burg- und Markgrafen auch als Aufenthaltsort bei ihren Jagden. Auf der markgräflichen Burg lebte von 1694 bis 1704 der aus einer hohenzollernschen Nebenlinie stammende Christian Heinrich von Brandenburg-Kulmbach mit seiner Familie. Seine hier geborene Tochter Sophie Magdalene wurde später Königin von Dänemark. Seine Gemahlin Sophie Christiane von Wolfstein trug hier eine beträchtliche Sammlung pietistischer Lieddichtungen zusammen, welche sie 1703 bei Christian Sigmund Froberg in Nürnberg drucken ließ. 1703 schloss Christian Heinrich den sogenannten Schönberger Vertrag ab und verzichtete damit gegen eine finanzielle Entschädigung auf seine Erbansprüche in den fränkischen Besitzungen der Hohenzollern. 1791 wurde das Amt Schönberg mit dem Fürstentum Ansbach dem Königreich Preußen einverleibt, sechs Jahre später das Vogtamt zugunsten des neuen Justiz- und Kammeramtes Burgthann aufgelöst.

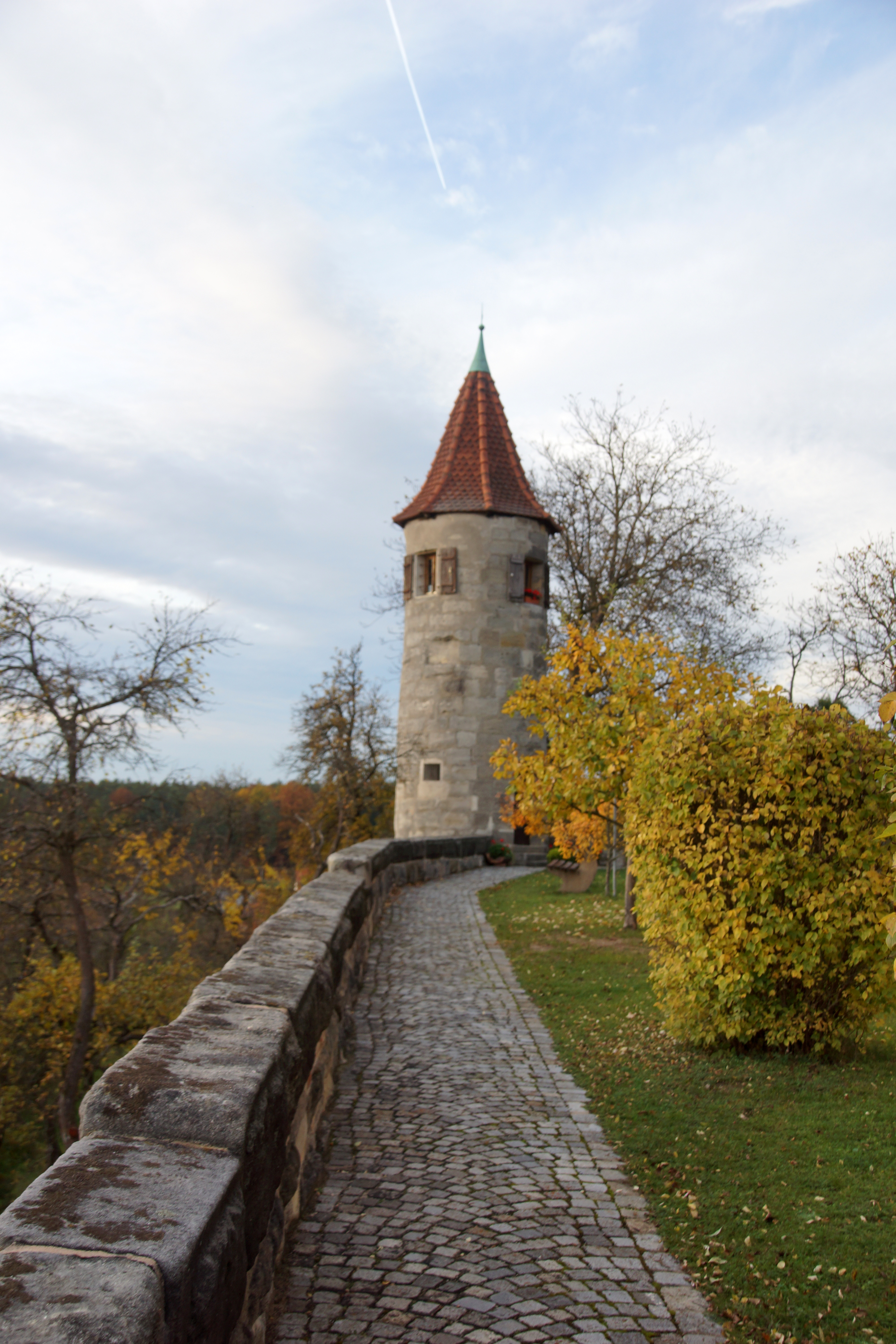
Turm der früheren Burganlage

Noch bis zum Ende des 19. Jahrhunderts stand in Schönberg eine der größeren Burganlagen des Nürnberger Landes. Auf der Burgstelle befinden sich heute die 1900/01 gebaute Evangelisch-Lutherische Pfarrkirche St Jakob und ein begrünter Kirchhof, von dem Architekten German Bestelmeyer als eine Art Kirchenburg im Stil der Neugotik in exponierter Lage errichtet. Von dem kulturhistorisch bedeutsamen Denkmal sind lediglich die Reste der Umfassungsmauer, der Brunnen, der Graben und der markante „Hungerturm“ erhalten. Im Westgiebel der jetzigen St. Jakob-Kirche befanden sich bis 2017 zwei erhalten gebliebene gotische Glocken der alten Schlosskapelle. Seitdem sind diese in das neue Geläut im Kirchturm integriert.

## Baubeschreibung
Das Baudenkmal ist in der Liste der Baudenkmäler in Lauf an der Pegnitz unter Aktennummer D-5-74-138-279 folgendermaßen beschrieben:
Turm der früheren Burganlage: Runder Sandsteinquaderbau mit Spitzhelm, Anfang 16. Jahrhundert
Grabenanlage teilweise erhalten 